# Salvatore Carbone (rugbista)
Salvatore Carbone (Catania, 25 giugno 1983) è un rugbista a 15 italiano, terza linea del San Gregorio Catania.

## Carriera
Nel 2002-03 campione con l'Amatori Catania nella Serie B italiana.
Nel 2003-04 campione con l'Amatori Catania nella Serie A italiana.
Nel 2005-06 ha giocato con l'Amatori Catania nel Super 10 italiano.
Nel 2006-07 ha giocato con l'Amatori Catania nel Super 10 italiano.
Nel 2007-08 campione con il ASD San Gregorio Rugby nella Serie B italiana.
Nel 2009-10 campione con il ASD San Gregorio Rugby nella Serie A2 italiana.
Nel 2010-11 campione con il ASD San Gregorio Rugby nella Serie A1 italiana.